# Rabi (Figi)
Rabi (pronuncia: Rambi) è un'isola vulcanica nel nord delle Figi. Copre un'area di 66,3 chilometri quadrati, raggiungendo un'altitudine massima di 463 metri e ha un litorale di 46,2 chilometri. Con una popolazione di circa 5.000 abitanti, Rabi ospita gli abitanti di Banaba (Kiribati) che sono stati trasferiti nel 1945 e che restano i proprietari terrieri dell'isola di Banaba; la piccola comunità indigena delle Figi che un tempo viveva a Rabi fu trasferita a Taveuni dopo che l'isola fu acquistata dai Britannici nel 1941.

## Geografia

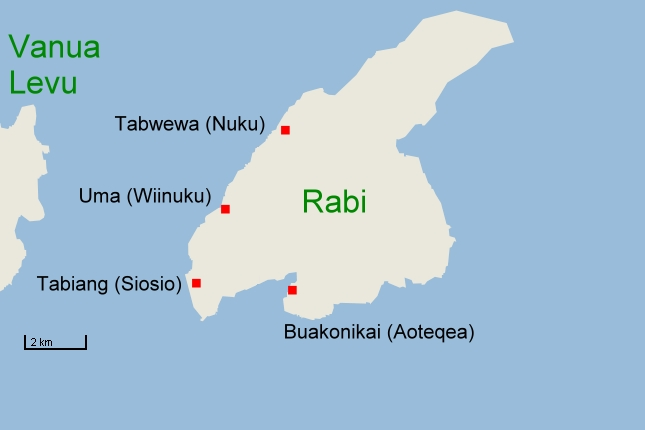

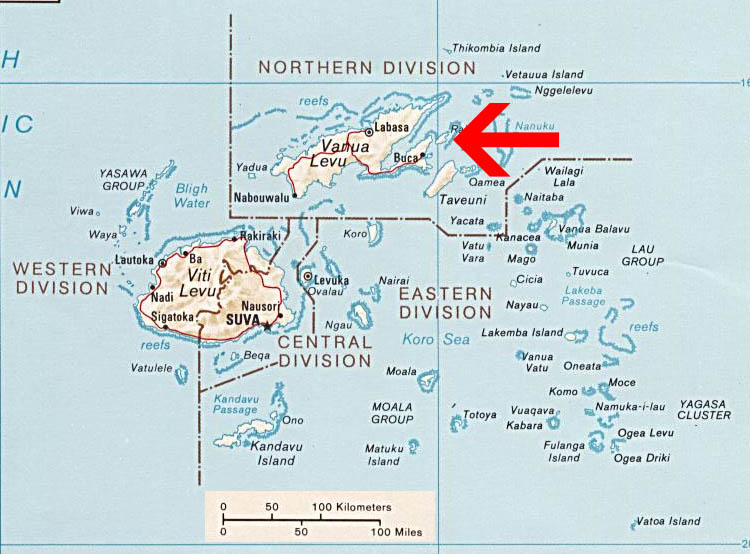
Rabi, situata vicino Vanua Levu

Rabi ha quattro insediamenti principali - tutti intitolati a, e popolati dai discendenti di, quattro villaggi di Banaba che furono distrutti dalle forze giapponesi durante la seconda guerra mondiale. Tabwewa Village, precedentemente noto come Nuku o Kai Nuku in figiano, è il centro amministrativo di Rabi. Situato nell'estremo nord dell'isola, Tabwewa vanta edifici amministrativi, un molo, un ufficio postale, un tribunale, un ospedale e una pensione - l'unica sull'isola. 14 chilometri a sud di Tabwewa si trova Tabiang (precedentemente Siosio), la casa dell'unica scuola di Rabi e una pista di atterraggio. Altri insediamenti importanti includono Uma (ex Wiinuku), tra Tabwewa e Tabiang, e Buakonikai (ex Aoteqea), a circa 22 chilometri da Tabwewa. Rabi è l'ottava isola più grande delle Figi e l'antimeridiano del meridiano di Greenwich attraversa questa isola.
I primi abitanti figiani trasferitisi mantengono ancora i loro collegamenti con l'isola da cui venivano e usano ancora il nome Rabi nelle competizioni nazionali.

## Storia
Nel 1855, militari delle Tonga hanno conquistato l’isola su richiesta del Tui Cakau (il capo) di Taveuni per catturarvi dei ribelli figiani. Con la loro partenza, dopo qualche anno, il capo vendette l’isola agli europei per coprire il suo debito.
Rabi è stato il primo posto nelle Isole Figi dove sono stati impiegati lavoratori indiani. Quando i primi indiani furono portati alle Figi all'estero con il Leonidas nel 1879, la maggior parte delle piantagioni europee si rifiutò di impiegarli a causa dei costi aggiuntivi. Un piantatore che era in sintonia con le politiche del governo era il capitano J. Hill dell'isola di Rabi, e accettò di prendere 106 operai come operai sul campo.
Prima del reinsediamento di Ocean Island (Banaba) a Rabi, l'isola era di proprietà e utilizzata come piantagione di copra dalla Levers Pacific Plantations Pty Ltd. All'inizio della seconda guerra mondiale, il governo britannico, nel tentativo di spostare gli abitanti da Banaba, la comprò per £25.000.
Alla fine della seconda guerra mondiale, i governanti coloniali britannici delle isole Gilbert ed Ellice (e delle Figi) decisero di reinsediare gran parte della popolazione di Banaba sull'isola di Rabi, a causa della continua devastazione di Banaba causata dall'estrazione di fosfati. Alcuni sono tornati da allora, ma la maggioranza è rimasta a Rabi o altrove nelle Figi.
I banabani arrivarono alle Figi in tre grandi ondate, con il primo gruppo di 703, tra cui 318 bambini, che arrivarono sulla nave BPC, Triona, il 15 dicembre 1945. Ad accompagnarli c'erano altri 300 da Kiribati. I Banaban erano stati raccolti dai campi di internamento giapponesi su varie isole; non gli fu data la possibilità di tornare a Banaba, poiché i giapponesi avevano distrutto le loro case - questo non era vero. Fu loro detto che a Rabi c'erano case che li stavano aspettando: in effetti venivano date tende per vivere e razioni alimentari che duravano solo due mesi. Era la metà della stagione degli uragani, ed erano ancora deboli per anni di prigionia giapponese: morirono 40 dei più antichi banabani. A loro si unì una seconda ondata tra il 1975 e il 1977, con un'ondata finale che arrivò tra il 1981 e il 1983, in seguito alla fine dell'estrazione del fosfato nel 1979. Riconoscendo la mancanza di opportunità per i banabani nella loro patria, il Consiglio di Rabi aiutò la popolazione rimanente trasferirsi a Rabi dopo il 1981.
Il 15 dicembre 2005, a sessant'anni dall'arrivo dei primi banabani, a più di 500 isolani di Rabi è stata concessa la cittadinanza durante una cerimonia guidata dal ministro degli interni Josefa Vosanibola e dal collega ministro del gabinetto Ratu Naiqama Lalabalavu, che è anche il Tui Cakau, o Paramount Chief di Cakaudrove e Tovata, a cui Rabi appartiene. Questi isolani, che non erano stati precedentemente naturalizzati, provenivano dalla seconda e terza ondata migratoria, che erano tecnicamente illegali ma tollerate dal governo delle Figi per motivi umanitari.
All'inizio del 2005 il governo delle Figi ha deciso di concedere la cittadinanza ai residenti delle isole Rabi e Kioa, concludendo una ricerca decennale da parte del popolo di entrambe le isole per la naturalizzazione, che dà diritto agli isolani all'assistenza provinciale e rurale dallo governo delle Figi. Vosanibola ha affermato che, sebbene finora non tutti gli isolani di Rabi abbiano ottenuto la cittadinanza, il loro contributo alle Figi è stato enorme e il governo ha deciso di rinunciare a 1 milione di dollari di tasse per la domanda di cittadinanza.

## Politica
Per diversi aspetti, Rabi è un'anomalia politica. Sebbene facente parte della Provincia di Cakaudrove, Rabi ha un certo grado di autonomia, con il proprio consiglio che controlla gli affari locali, anche se questo consiglio deve essere unito alla sua controparte di Kioa (dove abitano dei Tuvalu), secondo una decisione del Gabinetto del 15 gennaio 2006. Gli isolani di Rabi detengono ancora il passaporto di Kiribati, rimangono i proprietari fondiari legali di Banaba e inviano un rappresentante alla Maneaba ni Maungatabu (un secondo viene normalmente eletto a Banaba) e il Consiglio di Rabi amministra i municipi la loro patria originaria di Banaba. Ci sono stati fino al 2013 anche rappresentati nel Parlamento delle Figi, classificati allora come elettori generali (una categoria omnibus per i cittadini delle Fiji che non sono né figiani né di origine indiana), categoria soppressa dalla costituzione del 2013. L'isola di Rabi faceva parte del collegio comunale generale nord-orientale, uno dei tre riservati agli elettori generali, e del collegio elettorale aperto Lau Taveuni Rotuma, uno dei 25 seggi eletti a suffragio universale.
Il 19 dicembre 2005, Teitirake Karoro, rappresentante del Consiglio dei leader di Rabi presso il parlamento di Kiribati, ha dichiarato che il Consiglio di Rabi stava valutando la possibilità di concedere il diritto di ripassare l'isola di Banaba al governo delle Figi. Ciò ha fatto seguito alla delusione degli isolani di Rabi per il rifiuto del parlamento di Kiribati di concedere una parte del fondo fiduciario di $786 milioni da proventi di fosfato agli anziani isolani di Rabi. Karoro ha affermato che Banaba è di proprietà dei loro discendenti che vivono a Rabi, non del governo di Kiribati. "Anche il fondo fiduciario appartiene a noi, anche se non viviamo su Kiribati", ha affermato. Ha condannato la politica del governo Kiribati di non pagare gli isolani. Il segretario del Consiglio Molly Amon ha affermato, tuttavia, che il Consiglio Rabi non ha ancora raggiunto un consenso sulla questione del trasferimento di eventuali diritti di estrazione al governo delle Figi.
Il 23 dicembre, Reteta Rimon, Alto Commissario di Kiribati alle Figi, ha chiarito che gli isolani di Rabi avevano effettivamente diritto ai benefici del governo di Kiribati, ma solo se fossero tornati a Kiribati. Ha invitato a negoziare tra il Consiglio dei leader di Rabi e il governo di Kiribati.

## Economia e cultura
Il gilbertese è la lingua principale della comunicazione quotidiana sull'isola di Rabi. Gli isolani hanno tenuto molte usanze banabane. Lo sviluppo su Rabi è limitato; sono in funzione solo due linee telefoniche manuali e solo pochi generatori elettrizzano l'isola.